# Dipartimento di Agboville
Il dipartimento di Agboville è un dipartimento della Costa d'Avorio situato nella regione di Agnéby-Tiassa, distretto di Lagunes.
Nel censimento del 2014 è stata rilevata una popolazione di 292.109 abitanti. 
Il dipartimento è suddiviso nelle sottoprefetture di 
Aboudé, Ananguié, Agboville, Attobrou, Azaguié, Céchi, Grand-Morié, Guessiguié, Loviguié, Oress-Krobou e Rubino.